# Carnaval de Maués
O Carnaval Popular de Maués é um dos mais tradicionais do estado do Amazonas. O evento atrai um grande número de turistas a cidade.
Movimenta muitos foliões que se organizam em diversos blocos como Viracopu's, Kbeça de Touro, Os Mortos Vivos, Os Brotinhos, Toca Folia e Estivadores. Quatro escolas de samba disputam o carnaval da cidade na Avenida Dr. Pereira Barreto: a tradicional GRES Em Cima da Hora do famoso bairro da Maresia, a Império Verde e Rosa do centro da cidade, Mocidade do bairro de Santa Luzia e a novata GRES Unidos do Ramalho Júnior localizada no bairro Ramalho Júnior.